# 南海两极虫
南海两极虫（学名：Myxidium nanhaiensis）为两极科两极虫属的动物。在中国，分布于广东等，营寄生生活，寄生在鲮的胆囊。